# Bilspleet
De bilspleet is de scheiding of spleet tussen beide billen. Deze spleet loopt van de onderkant van het heiligbeen tot aan het perineum die ook bilnaad genoemd wordt.

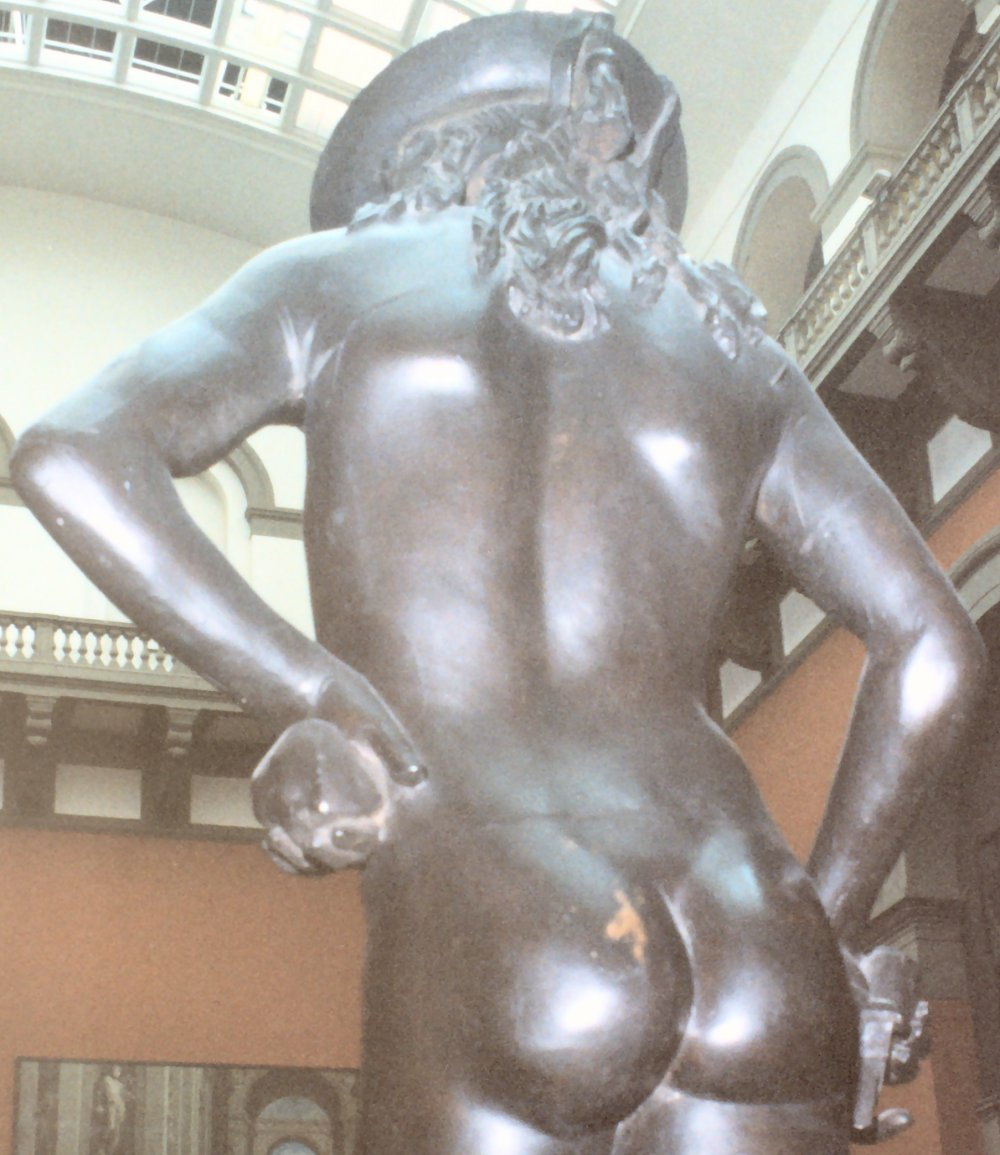
De bilspleet in de kunst

## Anatomie
Aan weerszijden van de bilspleet bevindt zich een bil, goed zichtbaar door de uitwendige bolronde spier met de naam musculus gluteus maximus of grote bilspier. Onderaan de bilspleet vlak boven het perineum bevindt zich de anus, veelal enigszins verborgen tussen beide billen. De bilspleet is bij volwassenen meestal behaard, deze beharing vormt een geheel met het schaamhaar. De bilspleetbeharing zorgt ervoor dat de wrijving die tussen beide billen optreedt bij het bewegen, geen beschadiging van de huid kan veroorzaken. De vraag blijft waarom juvenielen deze beharing dan nog niet hebben. Ook kunnen deze haren geuren vasthouden en verspreiden, net als de haren onder de oksels en rond de geslachtsdelen. Deze geur speelt een belangrijke rol bij (seksuele) aantrekking tussen mensen, net zoals bij andere dieren.

## Pathologie
Een aandoening aan de bilspleet is de haarnestcyste, waarbij de huid van de bilspleet ontstoken raakt als gevolg van het binnendringen van haren in de huid. Deze aandoening komt voornamelijk voor bij mensen met een zittend beroep. Door de bilspleet te ontharen met een ontharingscrème kan de aandoening worden voorkomen. Scheren werkt averechts omdat juist dan korte haarstoppels ontstaan die gemakkelijk kunnen ingroeien. Bij het ingroeien kan een lichte ontsteking van het haarzakje ontstaan, die zich uit in een pijnlijk bultje.